# Paracryphiaceae
A Paracryphiaceae a valódi kétszikűek egy növénycsaládja, melyet Ausztráliában, Délkelet-Ázsiában és Új-Kaledóniában élő cserjék és fák alkotnak.
Az APG II-rendszerben a család két nemzetségből állt: a monotipikus Paracryphia Új-Kaledóniában endemikus, a 25 faj alkotta Quintinia a Fülöp-szigeteken, Új-Guineában, Ausztrália keleti partvidékén, Új-Zélandon és Új-Kaledóniában lelhető fel. Az APG II az euasterids II (campanulids) klád rendbe nem sorolt családjaként helyezte el.
Az újabb kutatások kimutatták a Sphenostemon és a Paracryphia közötti kapcsolatot, így az Angiosperm Phylogeny Website ezt a nemzetséget is a Paracryphiaceae családba sorolja. Az APG III-rendszer a családot rend szinten említi, Paracryphiales néven.

## Fordítás
- Ez a szócikk részben vagy egészben a Paracryphiaceae című angol Wikipédia-szócikk ezen változatának fordításán alapul.  Az eredeti cikk szerkesztőit annak laptörténete sorolja fel. Ez a jelzés csupán a megfogalmazás eredetét és a szerzői jogokat jelzi, nem szolgál a cikkben szereplő információk forrásmegjelöléseként.